# Mesoleius hirtus
Mesoleius hirtus är en stekelart som beskrevs av Rudow 1882. Mesoleius hirtus ingår i släktet Mesoleius och familjen brokparasitsteklar. Inga underarter finns listade i Catalogue of Life.